# Villanúa
Villanúa (Villanuga o Vellanuga en aragonés) es un municipio pirenaico del norte de la provincia de Huesca (Aragón, España), en la comarca de la Jacetania y enclavado en el Valle del Aragón. En su término se encuentran los pueblos abandonados de Cenarbe y Aruej y las aldeas también abandonadas de Lierde, Izuel y Santiago.
Esta localidad que contaba a inicios de 2024 con 571 habitantes de derecho según el INE , 9,82 hab/km², cuyo gentilicio es villanuenses y apodados gitanos, por dedicarse antiguamente a la cría de caballos para su venta en ferias francesas, es población eminentemente turística, acoge actualmente a 6.000 personas en temporada alta y según el padrón de 2005, 3000 viviendas el 90% de ellas secundarias, distribuidas en cinco barrios: Casco Viejo, Arrabal, La Espata, La Bujaquera y Santiago.
Desde un punto de vista eclesiástico, pertenece a la diócesis de Jaca.

## Toponimia

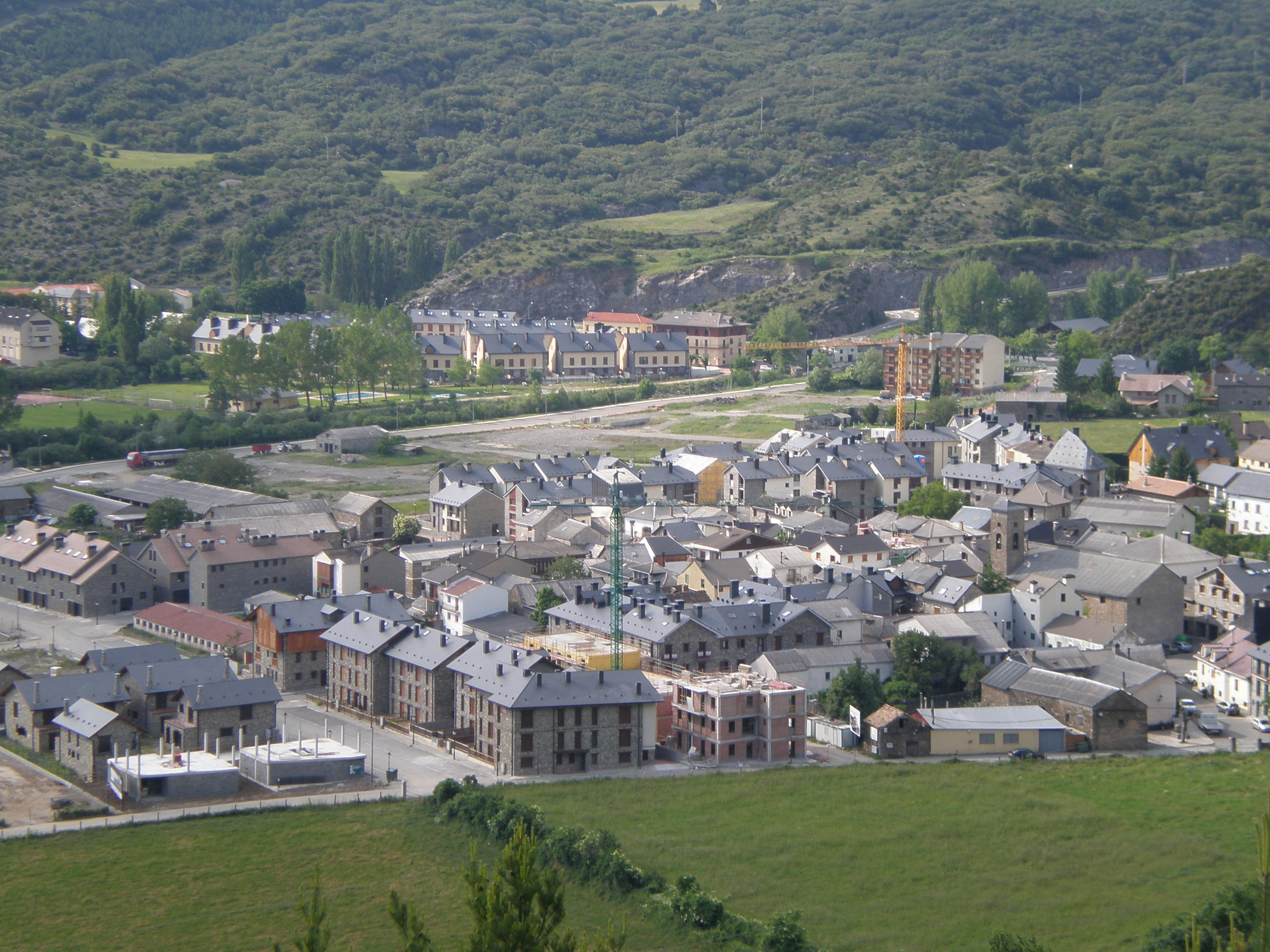
Casco viejo de Villanúa

Villanúa es la forma adulterada y latinizante del topónimo original Bellanuga, si bien el topónimo Villanúa es muy antiguo, ya aparece en un documento matrimonial de Sancho Garcés II y su esposa Urraca que la ceden al monasterio de Santa Cruz de la Serós en 992 y posteriormente en otros documentos de 1079 y 1097, Pedro I dio Villanúa de nuevo al monasterio de Santa Cruz de la Serós en 1118, etc.
La forma Villanúa presenta dos modificaciones respecto a la forma original, la caída de la oclusiva velar /g/ al igual que en Perarruga > Perarrúa o Ugarte > Uharte lo cual entraría dentro de lo normal y una segunda modificación curiosa cuando no adulterada y tendenciosa, la absorción de la raíz original belan de origen íbero por la palabra latina villa, bella > villa.
El significado de Villanúa o Bellanuga en origen sería belan-uga, 'enseguida agua', y responde a la estructura propia de la ubicación de la localidad en un llano atravesado por el río Aragón en el que el nivel freático está muy cerca de la superficie.

## Geografía

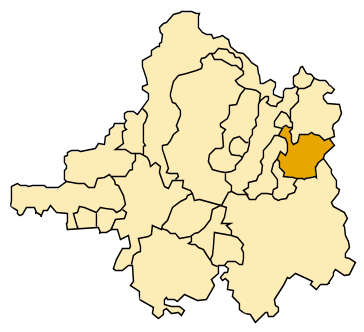
Localización de Villanúa en la comarca de La Jacetania

Integrado en la comarca de La Jacetania, se sitúa a 83 kilómetros de la capital provincial. El término municipal está atravesado por la carretera nacional N-330, entre los pK 656 y 661, además de por una pista forestal local que conecta con Bescós de Garcipollera, pedanía de Jaca. La localidad se alza a 953 metros sobre el nivel de mar, a los pies del pico Collarada (2886 metros), y tiene 58,2 km² de superficie. La altitud oscila entre los 2886 metros (pico Collarada) y los 900 metros a orillas del río Aragón. 

El relieve del municipio está definido por el valle de Canfranc (río Aragón) y las montañas pirenaicas que lo limitan. La localidad se encuentra dentro de lo que fue el glaciar del Valle del Aragón, cuya morrena principal estaba donde hoy se asienta Castiello de Jaca, y de ahí la forma de U del valle, un amplio terreno llano compuesto de margas y limos denominado la Cubeta de Villanúa que se debe a que en el deshielo la morrena actuó como presa y Villanúa estaría en lo que fue el fondo de un lago.

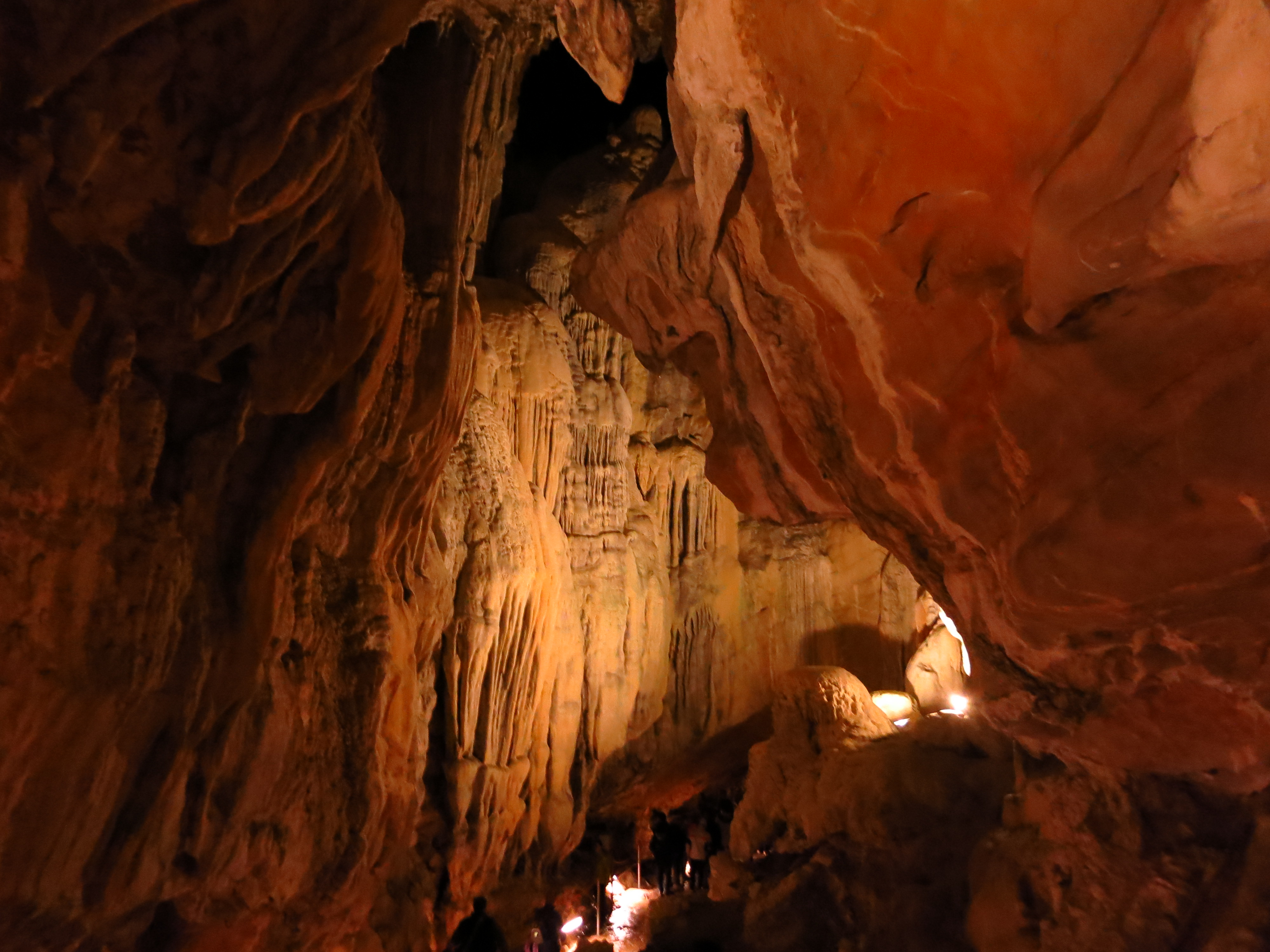
Interior de la cueva de las Güixas.

El valle está dividido en dos por el río Aragón y rodeado por montañas y macizos como el de Collarada, que forman parte de las Sierras Interiores del Pirineo y que están compuestas, no de granito, como la zona axial, sino de roca caliza que ha propiciado la creación de una treintena de cuevas y abrigos naturales catalogados, siendo las más importantes Las Güixas y Esjamundo, que alcanza los 2 kilómetros de recorrido.
Además el río Aragón en su encuentro con la roca caliza ha formado otro espacio natural de interés la Foz de Villanúa, puerta de entrada del Aragón a la Cubeta de Villanúa.
| Noroeste: Aísa y Borau (exclave) | Norte: Canfranc               | Noreste: Canfranc y Sabiñánigo |
| Oeste: Borau                     |                               | Este: Sabiñánigo y Jaca        |
| Suroeste: Castiello de Jaca      | Sur: Castiello de Jaca y Jaca | Sureste: Jaca                  |

### Clima
El municipio posee un clima de alta montaña, se observan 1.112 mm de precipitación anual, con una temperatura media de 10°, persistiendo el riesgo de heladas hasta bien avanzada la primavera cuando todavía perdura la nieve, pero aparte de ello, el Efecto Föhn que produce el pico Collarada con el azote del Cierzo o Raca, como se llama localmente, hace que parte del término municipal tenga un clima y una vegetación más mediterránea, encontrándonos prados a más de 1700m de altura, abetales y pinares negros en los pacos, pinos silvestres en La Selva y el carrascal más septentrional de España en las zonas de solano.
Para la previsión climática, véase el siguiente enlace externo: aemet.es

### Hidrografía
Por el municipio transcurre el río Aragón y a él van a desembocar varios barrancos que drenan el agua de los picos y montes que rodean la localidad.
Margen izquierda

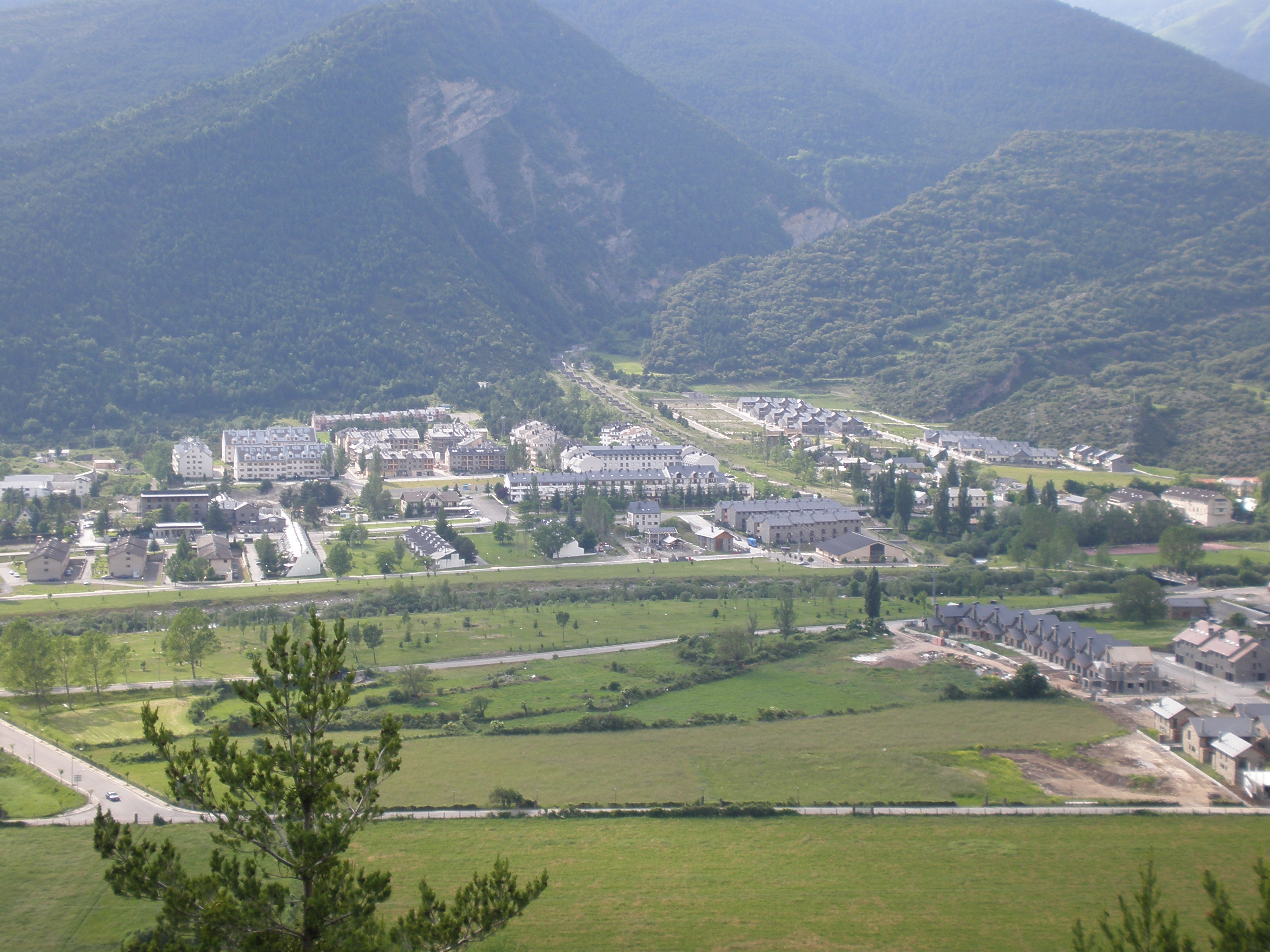
Barrios de La Espata (izquierda) y Arrabal (derecha) separados por el barranco de Regulierde.

- Barranco de Arraguás: es el más importante y recoge el agua de Collarada, La Espata y La Selva, conectando con la gruta de Las Güixas y su río subterráneo y la Fuente Cándalo.
- Barranco Betigueral que baja de Diezcapanas
- Barranco de Orbil.
- Barranco de San Juan: recoge las aguas del valle de Cenarbe

Margen derecha
- Barranco de Los Borgazos: nace de la roca cerca de la N-330 en el barrio del Arrabal y está conectado con el sistema kárstico de las grutas de Esjamundo que contiene un lago interno, el de San Lorenzo.
- Barranco de Lierde: separa los barrios de La Espata y el Arrabal y drena el monte Lierde, la parte final se construyó con muros en forma de escalera en los años 80, para encauzarlo salvando la fuerte pendiente.
- Barranco de Santiago: el más meridional de esta margen recoge el agua de los montes que rodean Aruej y Santiago

## Historia
Los primeros restos de población permanente en esta zona del Pirineo se remontan al Eneolítico (3000 a. C.) pues hay varios dólmenes que rodean la villa y se han encontrado en la cueva de Las Güixas restos de cerámica e incluso monedas romanas que hablan de su utilización permanente como vivienda y refugio hasta el siglo IV d. C.
Villanúa aparece nombrado por primera vez en el Cartulario de Santa Cruz de la Serós de 26 de marzo de 992, si bien se cree que esta referencia puede ser una falsificación, muy común en esas épocas. Villa fundada por Sancho Ramírez para impulsar la concentración de la población en núcleos a lo largo del Camino de Santiago y repoblada con habitantes bearneses (sur de Francia) en el último tercio del siglo XI, alguno de los apellidos de los habitantes autóctonos de Villanúa aún nos recuerda ese origen como Viñao (Vignau), la creación de esta Villa, de hombres libres, con tierras y Derechos reconocidos por el Rey (que llegará a nombrar a 11 infanzones entre ellos) es para él un contrapoder a la nobleza del Señorío de Aruej (siglo VII) que controlaba el valle y se halla frente a Villanúa. En 1097 esta villa real fue donada al monasterio de Santa Cruz de la Serós. Pasando después por las manos de otros señoríos laicos (los Cornel y los Luna, hacia 1276–1294) sin abandonar su pertenencia al realengo, que todavía se documenta en 1294, 1412–1416 y 1785.
Villanúa, pueblo agrícola, ganadero y maderero, alcanzó su máxima población en la segunda década del siglo XX, superando los 1.100 habitantes gracias a la construcción del ferrocarril del Canfranc y a pesar de existir una tradición de fuerte emigración a América y Francia de aquellos hijos que no heredaban ni casa ni tierras. Entre los años 60 y 80 se acentuó esta emigración hacia las ciudades y la población llegó a un mínimo de 199 habitantes. En estos momentos y gracias al turismo el censo ha superado los 500 habitantes.

## Demografía
Villanúa cuenta con una población de 571 habitantes (INE 2024).
| Gráfica de evolución demográfica de Villanúa entre 1842 y 2021 |
| |
| Población de derecho según los censos de población del INE Población de hecho según los censos de población del INEEntre el censo de 1857 y el anterior, crece el término del municipio porque incorpora a Arueg y Cenarbe |

## Administración y política
Desde la recuperación de la democracia y las primeras elecciones locales de 1979, hasta la actualidad.
| 1979-1983 | Francisco Betrán Terrén       | PSOE |  |  |
| 1983-1987 | Francisco Betrán Terrén       | PSOE |  |  |
| 1987-1991 | José Luis Viñao Acín          | PSOE |  |  |
| 1991-1995 | Francisco Javier Gracia Barba | PSOE |  |  |
| 1995-1999 | Francisco Javier Gracia Barba | PSOE |  |  |
| 1999-2003 | Francisco Javier Gracia Barba | PSOE |  |  |
| 2003-2007 | Luis Alberto Sieso Esteban    | PSOE |  |  |
| 2007-2011 | Luis Terrén Sanclemente       | PSOE |  |  |
| 2011-2015 | Luis Terrén Sanclemente       | PSOE |  |  |
| 2015-2019 | Luis Terrén Sanclemente       | PSOE |  |  |
| 2019-2023 | Luis Terrén Sanclemente       | PSOE |  |  |
| 2023-2027 | Luis Terrén Sanclemente       | PSOE |  |  |

| Partido político    | Partido político                                                    | 1979   | 1983   | 1987   | 1991   | 1995   | 1999   | 2003   | 2007   | 2011   | 2015   | 2019   | 2023   |
| Partido político    | Partido político                                                    | Ediles | Ediles | Ediles | Ediles | Ediles | Ediles | Ediles | Ediles | Ediles | Ediles | Ediles | Ediles |
|                     | Partido de los Socialistas de Aragón (PSOE-Aragón)                  | 5      | 7      | 5      | 4      | 5      | 5      | 5      | 5      | 6      | 6      | 6      | 6      |
|                     | Partido Popular de Aragón (PP)                                      | —      | —      | —      | —      | 2      | 2      | 2      | 2      | 1      | 1      | 1      | 1      |
|                     | Partido Aragonés (PAR)                                              | —      | —      | —      | 1      | —      | —      | —      | —      | —      | —      | —      | —      |
|                     | Unión de Centro Democrático (UCD)-Centro Democrático y Social (CDS) | 2      | —      | 0      | —      | —      | —      | —      | —      | —      | —      | —      | —      |
| Total de concejales | Total de concejales                                                 | 7      | 7      | 5      | 5      | 7      | 7      | 7      | 7      | 7      | 7      | 7      | 7      |

## Turismo

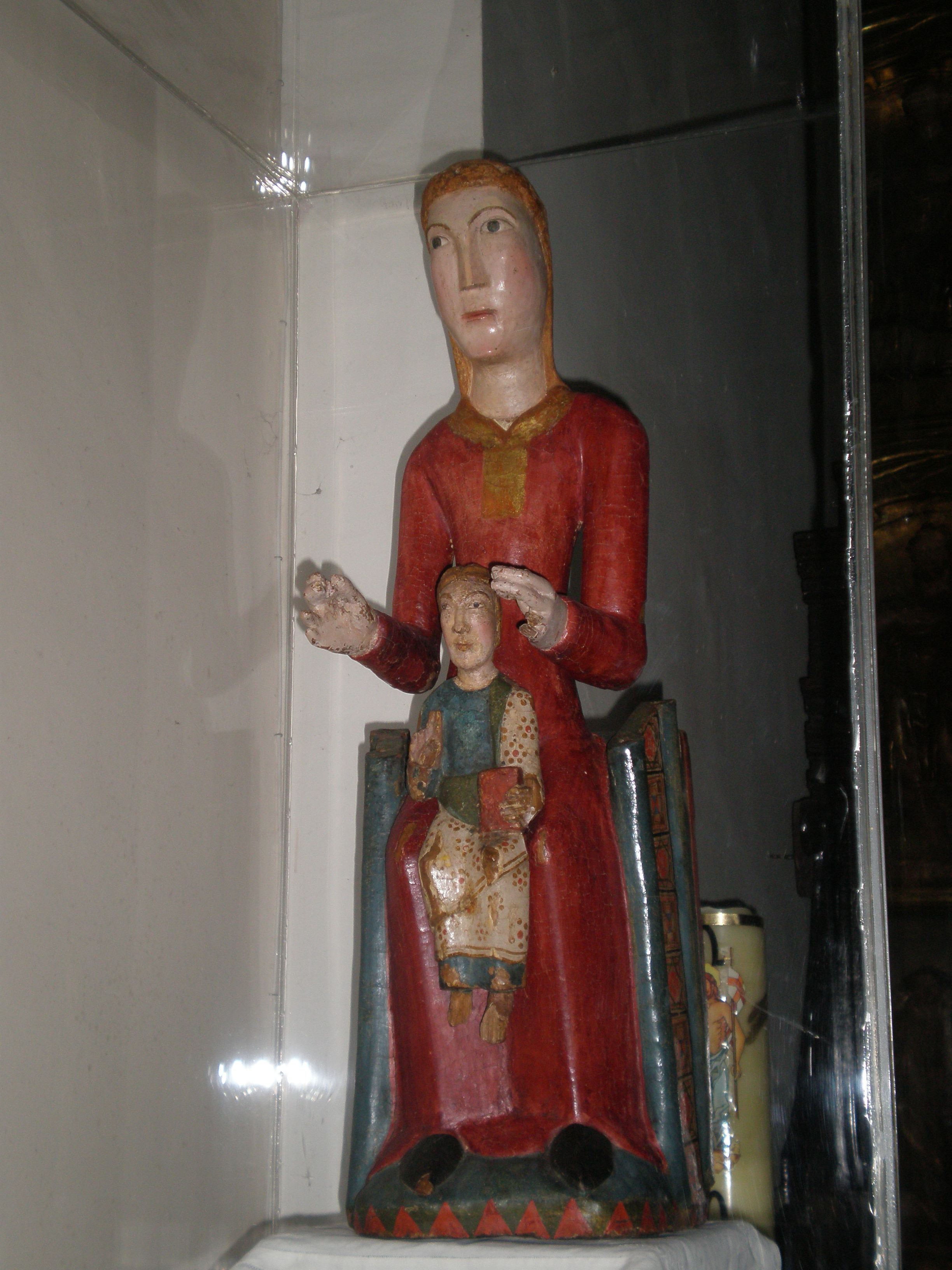
Iglesia de Nuestra Señora de los Ángeles

- Es interesante visitar el casco viejo, apiñado alrededor de la iglesia parroquial de San Esteban, de origen románico (siglo XII) aunque muy modificada durante siglos posteriores y que acoge en su interior una magnífica talla románica de Nuestra Señora de los Ángeles del siglo XI, la ermita que contenía dicha imagen se hallaba en el cementerio viejo, en el Camino de la Fuente y su desaparición se produjo en los años 20 del siglo XX.
- La cueva de Las Güixas y su centro de interpretación abierto desde el 9 de julio de 2009, en la que la tradición oral habla de la celebración de sabbat y aquelarres de las brujas de Villanúa.
- El viaducto ferroviario (inaugurado el 24 de junio de 1916 y compuesto por 28 arcos).
- Los dólmenes que rodean la villa (Tres peñas o Diezcapanas, Las Güixas y Letranz).
- El Puente Viejo, del siglo XII, mandado construir por el rey Pedro I de Aragón en 1100, fue el único acceso a la localidad hasta la construcción del puente nuevo en los 90, por lo cual también se halla muy modificado y además goza de un entorno privilegiado de gran belleza atravesado de norte a sur por el río Aragón y el Camino de Santiago.
- Un gran número de casas y caserones de infanzones se alinean en las calles de este bello pueblo pirenaico, conservándose cuatro escudos, en casa Tati, casa Caracoles, casa Pedro Esteban y casa Viñao (Chato y Molinero).
- Poblado abandonado de Cenarbe donde aún permanecen las ruinas de su iglesia románica de San Pedro del siglo XII.
- Pueblo abandonado del Señorío de Aruej, que cuenta con una pequeña Iglesia románica dedicada a San Vicente del siglo XI, un Torreón del siglo XIV cuyos basamentos son del siglo VI.
- El parque de aventura en los árboles El Juncaral,[12] el mayor ecoparque de todo el Pirineo con 60 juegos y 16 tirolinas. Abierto desde el 4 de julio de 2009, forma parte de la franquicia «Aventura Amazonia». El 3 de agosto de 2011 se inauguró en sus instalaciones el segundo campo de fútbol-golf de España y primero de Aragón, el 17 de julio de 2012 se añadió Battlefield Pirineos, campo de láser-combat y zona de tiro con arco 3-D y en septiembre de 2014 se amplió con un circuito de Kayak por los rigales de El Juncaral en 2017 con un lago artificial y en 2021 se añadió el Vivero de El Juncaral.

## Transporte
La carretera N-330 atraviesa la localidad.
El servicio de autobuses se presta en dos líneas
- «Línea Astun-Jaca» de la Mancomunidad del Alto Valle del Aragón
- Zaragoza-Astún de «AVANZA», sale los viernes desde la estación central de Zaragoza a las 17:00 h llega a Villanúa a las 19:55 h y la vuelta es los domingos, saliendo de Villanúa a las 16:40 h llegando a Zaragoza Estación Central a las 19:25 h con paradas en Jaca, Sabiñánigo, Huesca y Zaragoza (Actur y  Averly)

En cuanto al ferrocarril, Villanúa dispone de un apeadero con parada facultativa en la zona de Villanúa-Letranz, en la línea de Media Distancia de «Renfe» Canfranc-Zaragoza con dos viajes de subida saliendo de Zaragoza-Delicias a las 08:43 h y 16:20 h y otros dos de bajada saliendo de Villanúa a las 06.44 y 18.28h , en festivos las salidas de Zaragoza son a las 06:48 h y 16:20 h y de bajada de Villanúa a las 08:51 y 18:28h, la duración aproximada del trayecto entre Villanúa (APD) y Zaragoza-Delicias es de 3 h 19 min.
La falta de mantenimiento durante décadas en esta línea ha provocado varios descarrilamientos en el término de Villanúa como los producidos el 18 de enero de 2003 y el 11 de julio de 2011, traviesas de madera, orografía complicada, túneles, viaducto, si bien el accidente ferroviario más grave se produjo el 22 de diciembre de 1993 cuando un tren sin frenos chocó contra una carretilla de mantenimiento de la línea provocando cuatro muertos.
Adif realizó obras en la segunda quincena de octubre de 2011 para cambiar, balasto, traviesas y railes por un importe de medio millón de euros. Aún con todo la zona de la originaria estación de Letranz se encuentra en abandono y el acceso en coche no es recomendable por la mala situación de la pista forestal.
Desde junio de 2023 hasta el 9 de junio de 2025 la línea se cerró por obras de reforma integral con una inversión de más de 200 millones de euros que ha supuesto mejorar velocidad, seguridad y recortar tiempos, siendo la mayor inversión desde la apertura de la línea. «»

## Cultura
El municipio cuenta con una biblioteca municipal en la plaza de la Fuente con una gran actividad de fomento y dinamización de la lectura y que ha recibido en varias ocasiones el Premio María Moliner del Ministerio de Cultura. En 2021 ha obtenido la máxima puntuación a nivel nacional (de un total de 527 proyectos) y pasa a convertirse en un referente a nivel nacional. Asimismo dentro de las actividades realizadas en colaboración con el Ayuntamiento y la concejalía de cultura organiza un Encuentro Pirenaico de Género Negro llamado Villanoir que en 2022 va por su VI edición. 
Otro espacio cultural y de ocio es La Buhardilla, en el Ayuntamiento Viejo, espacio cultural para jóvenes dónde también tiene lugar La Casa de los Cuentos, con actividades para niños de 0 a 7 años.

### Fiestas y tradiciones
Celebra sus fiestas para la Natividad de Nuestra Señora, 8 de septiembre, y para San Esteban, 26 de diciembre.
Otras fechas importantes:
- San Antón, 17 de enero, patrón de los animales y fiesta infantil de las esquilas.
- San Fabián, 20 de enero, hoguera festiva para alejar las enfermedades.
- San Vicente, 22 de enero, patrón de Aruej.
- San Juan, 24 de junio, romería a la ermita el último domingo de junio.
- Santiago, 25 de julio, Villanúa se encuentra en el recorrido de la Vía Tolosana (en el «Camino aragonés» del Camino de Santiago Francés).
- Y los días de Santa Orosia, 25 de junio, (patrona de esta zona del Pirineo), San Pedro, 29 de junio, patrón de Cenarbe, y la Virgen del Pilar, 12 de octubre (patrona de Aragón).

En Semana Santa se celebra la procesión del Santo Entierro, con un Vía Crucis por el casco viejo acompañado por la cofradía de tambores de la localidad. Y una concentración de tambores de Villanúa y Jaca.

### Deporte

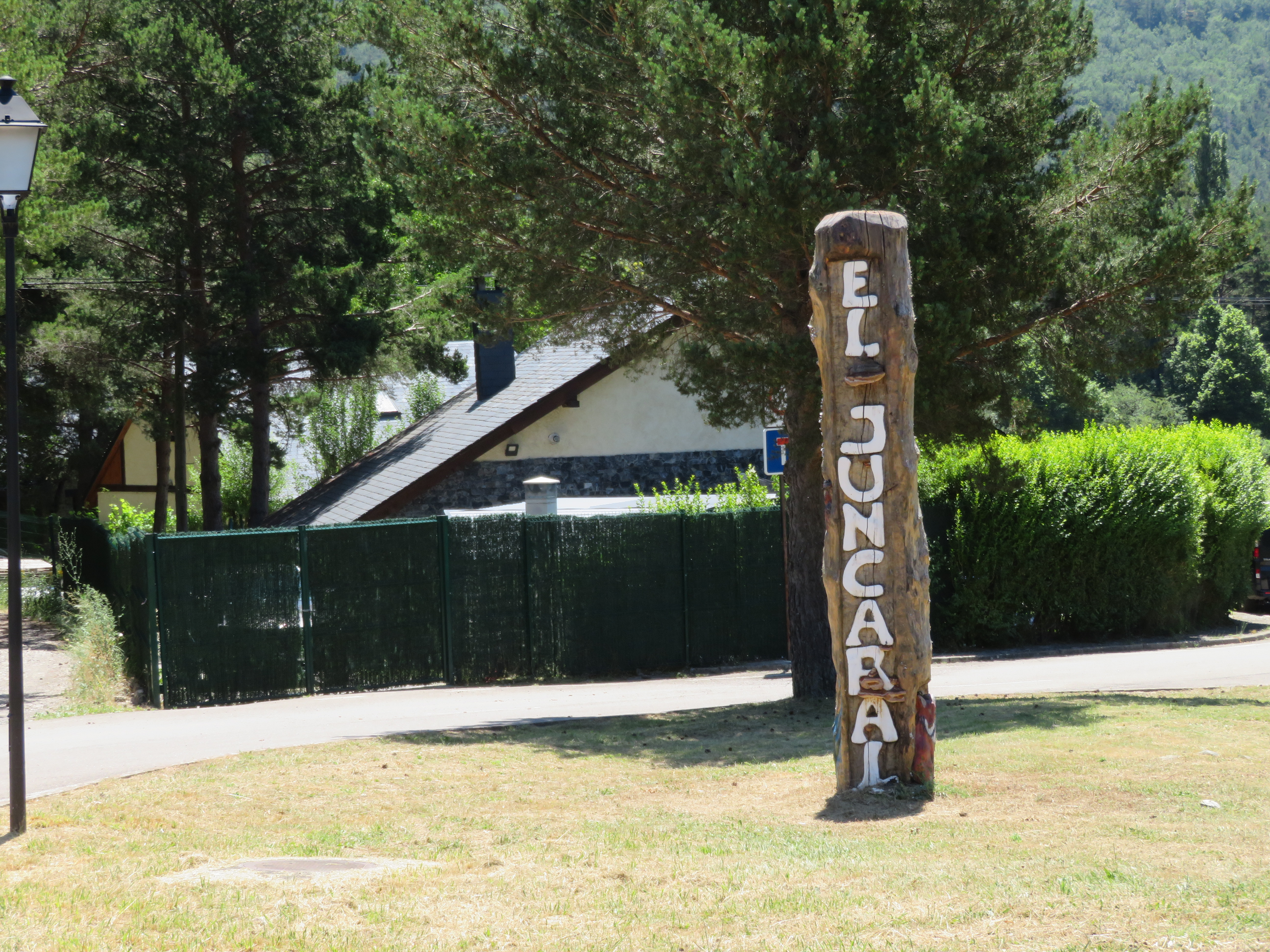
Ecoparque El Juncaral

El «Club Deportivo El Juncaral» organiza tres pruebas atléticas importantes a lo largo del año además de otras actividades relacionadas con el monte y el deporte:
- 2KV, 2 kilómetros verticales, ascenso/descenso al pico Collarada en julio
- Subida a la Fuente El Paco, en agosto
- Cross El Juncaral, en octubre
- San Silvestre, la segunda más importante de Aragón después de la de Zaragoza.[14]

Además el polideportivo municipal acoge varias actividades durante el año en un entorno en el que hay campo de fútbol, piscinas municipales y pistas de baloncesto, tenis, paddle y vóley-playa.
En el verano de 2021 se inauguró un circuito de Pump Track abierto al público para bicicletas y patines en la calle de la Rambleta.
Y varios circuitos de BTT bajo la marca «"Caminos de Collarada"» en las zonas de Lierde, Collarada y La Espata

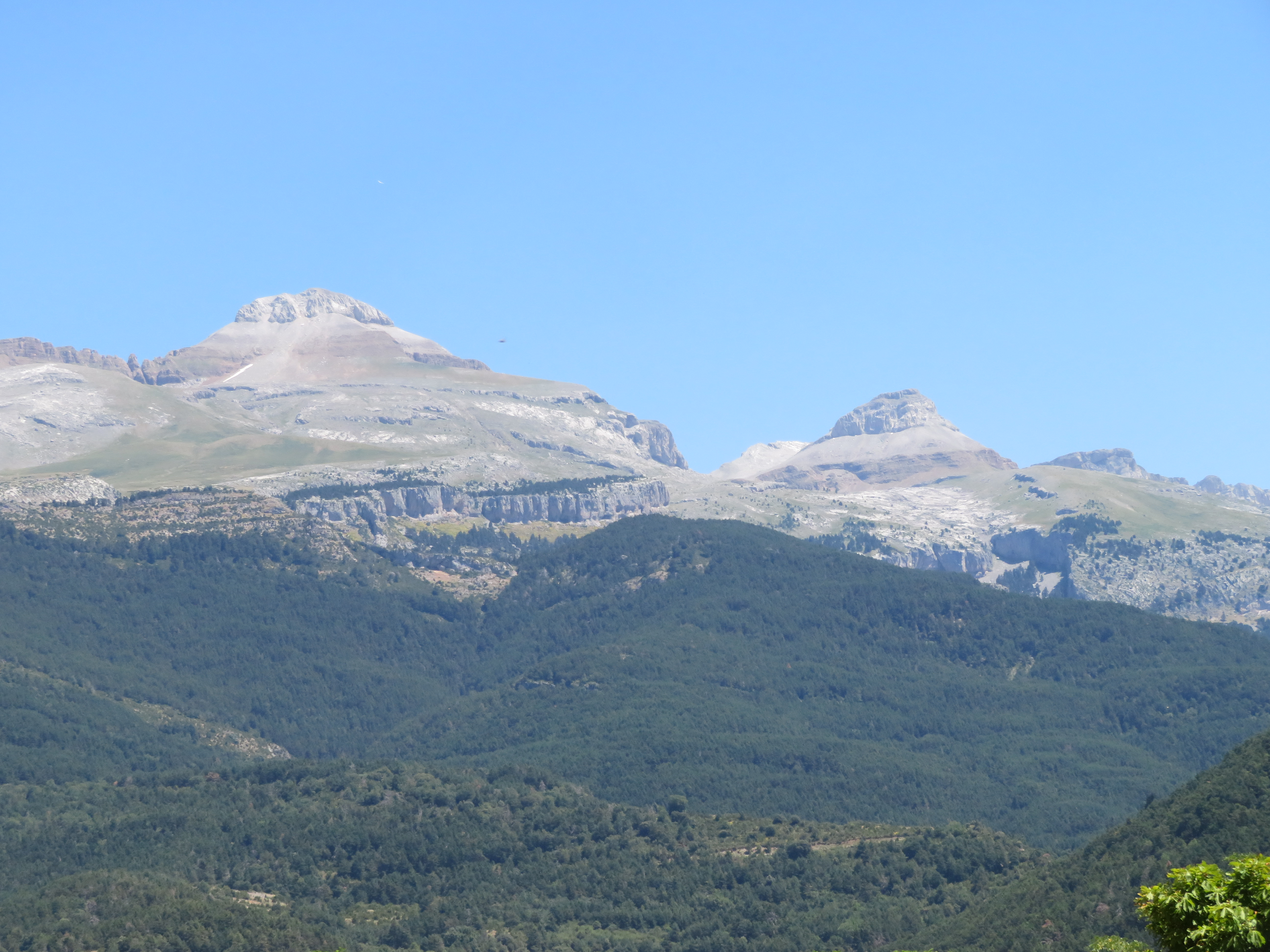
Macizo de Collarada